# Écuries de Salomon
Les écuries de Salomon, appelées aussi mosquée Marwani par les musulmans, sont une succession de « salles »  sous l’angle sud-est du mont du Temple (à 12,5 mètres sous l’esplanade) à Jérusalem. Ce lieu, situé  selon les références bibliques à proximité des ruines du Temple de Salomon, consiste en une douzaine de piliers et d’arches.

## Histoire
Ces salles voûtées, faisant 83 mètres de long pour 60 mètres de large et 9 mètres de hauteur, ont été construites par Hérode Ier le Grand pour servir de soubassement nivelant la cour du mont du Temple et réduire la pression des murs de soutènement. Elles devaient servir de zone de stockage. Les voûtes étaient « soutenues par 88 piliers reposant sur des blocs massifs et étaient divisées en 12 rangées de galeries ».
Un autre point de vue suggère que la mosquée fut d'abord un réservoir d'eau construit par l'empereur romain Hadrien au IIe siècle en même temps que le mur de pierre qui entoure actuellement la mosquée al-Aqsa.
Durant la dynastie omeyyade, ces salles sont transformées en lieu de prière, la Mosquée Marwani nommée ainsi par le calife ʿAbd Al-Malik.
Le lieu a été transformé en écurie par les templiers après 1118, et en tire son nom. Il a été abandonné après le départ des croisés en 1187.
En 1996 a été aménagée une mosquée pouvant accueillir 7 000 personnes. En 1999, le Waqf, afin d'installer des sorties de sécurité supplémentaires, fait creuser une rampe d'accès aboutissant au sol de la mosquée, douze mètres sous l'esplanade, sans autorisation du Département des antiquités israélien. Une occasion d'obtenir des informations sur les niveaux archéologiques sous l'esplanade a été ainsi perdue.

## «Berceau de Jésus»
L'angle Nord de la cour à l'entrée des écuries de Salomon abrite une petite pièce rectangulaire (4,40 × 7,40 mètres) utilisée comme lieu de prière musulman et nommé « Sidna Issa » (« Berceau de Jésus »), lieu mentionné par des auteurs musulmans avant la période des Croisades. Accessible par un escalier en colimaçon, le mur oriental de cette salle dispose d'une alcôve en marbre issue de la période byzantine, servant peut-être à l'origine de niche pour une statue. Selon la tradition, c'est l'endroit où la Vierge Marie coucha Jésus-Christ dans un berceau en bois après qu'il a été présenté au Temple à l'âge de 40 jours. Le « Berceau de Jésus » est surmonté par un dôme soutenu par quatre colonnes de marbre construit par les musulmans qui voyaient Jésus comme un prophète.
Une autre tradition affirme que la basilique Sainte-Marie-Majeure contient comme relique le « Sacré Berceau », reliquaire en cristal censé contenir des pièces de bois appartenant à la Crèche de Jésus.